# Mtavari Arkhi
Mtavari Arkhi a fost o televiziune publică privată din Georgia.

## Legături externe
- Mtavari TV